# Article 26 de la Constitution de la Cinquième République française
Article 25 Article 27
L'article 26 de la Constitution de la Ve République française définit l'immunité parlementaire en France et les conditions de sa levée. Son texte actuel remonte à la révision constitutionnelle du 4 août 1995.

## Texte
Version actuelle telle que modifiée par la loi constitutionnelle no 95‑880 du 4 août 1995
«  Aucun membre du Parlement ne peut être poursuivi, recherché, arrêté, détenu ou jugé à l'occasion des opinions ou votes émis par lui dans l'exercice de ses fonctions.

Aucun membre du Parlement ne peut faire l'objet, en matière criminelle ou correctionnelle, d'une arrestation ou de toute autre mesure privative ou restrictive de liberté qu'avec l'autorisation du Bureau de l'assemblée dont il fait partie. Cette autorisation n'est pas requise en cas de crime ou délit flagrant ou de condamnation définitive.
La détention, les mesures privatives ou restrictives de liberté ou la poursuite d'un membre du Parlement sont suspendues pour la durée de la session si l'assemblée dont il fait partie le requiert.

L'assemblée intéressée est réunie de plein droit pour des séances supplémentaires pour permettre, le cas échéant, l'application de l'alinéa ci-dessus. »
— Article 26 de la Constitution
Version d'origine
« Aucun membre du Parlement ne peut être poursuivi, recherché, arrêté, détenu ou jugé à l’occasion des opinions ou votes émis par lui dans l’exercice de ses fonctions.

Aucun membre du Parlement ne peut, pendant la durée des sessions, être poursuivi ou arrêté en matière criminelle ou correctionnelle qu’avec l’autorisation de l’assemblée dont il fait partie, sauf le cas de flagrant délit.
Aucun membre du Parlement ne peut, hors session, être arrêté qu’avec l’autorisation du bureau de l’assemblée dont il fait partie, sauf le cas de flagrant délit, de poursuites autorisées ou de condamnation définitive. 

La détention ou la poursuite d’un membre du Parlement est suspendue si l’assemblée dont il fait partie le requiert. »
— Article 26 de la Constitution (version d'origine)

## Application
L'Assemblée nationale dispose d'une commission chargée de l'application de l'article 26 de la Constitution. 